# Macroveliidae
De Macroveliidae zijn een familie van wantsen. De familie werd voor het eerst wetenschappelijk beschreven door McKinstry in 1942.

## Uiterlijk
De grootte van deze wantsen varieert van 2,5 tot 5,5 millimeter en ze lijken nog het meest op de dieren uit de familie Mesoveliidae (Bladlopers). Er zijn volledig gevleugelde soorten maar ook soorten waarbij de vleugels nagenoeg ontbreken. De 4-ledige antennes zijn lang en dun met een langgerekt eerste en tweede segment.
Het lichaam is bedekt met dichte en zijdeachtige, waterafstotende beharing.

## Voorkomen
Deze familie komt wereldwijd voor maar heeft geen vertegenwoordigers in Nederland. Er zijn soorten die leven op vochtige bladeren op de bosbodem maar de meeste soorten geven de voorkeur aan vochtige biotopen in de buurt van bronnen bij door dichte vegetatie sijpelend water.

## Levenswijze
De soorten leven in vochtige dichte begroeiing in de schaduw en mijden het licht. Een aantal van hen overwintert als volwassen dier en kan zelfs op zonnige winterdagen actief zijn. De vrouwtjes van sommige soorten, kleven hun eitjes aan de vegetatie.

## Taxonomie
De familie bevat de volgende 4 geslachten:
- Chepuvelia China, 1963
- Daniavelia Andersen, 1998
- Macrovelia Uhler, 1872
- Oravelia Drake & Chapman, 1963